# Нирштайн

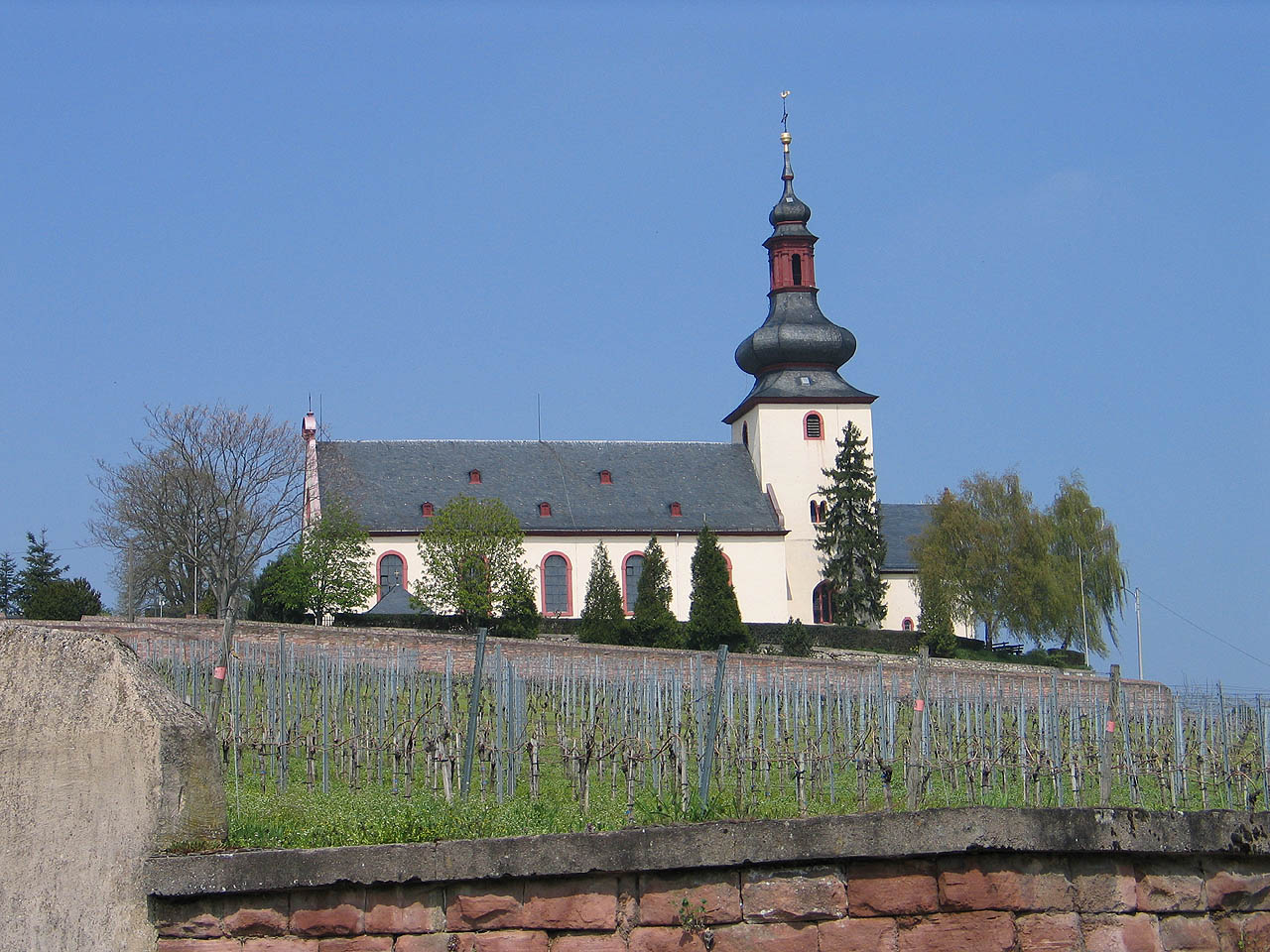
Нирштайн

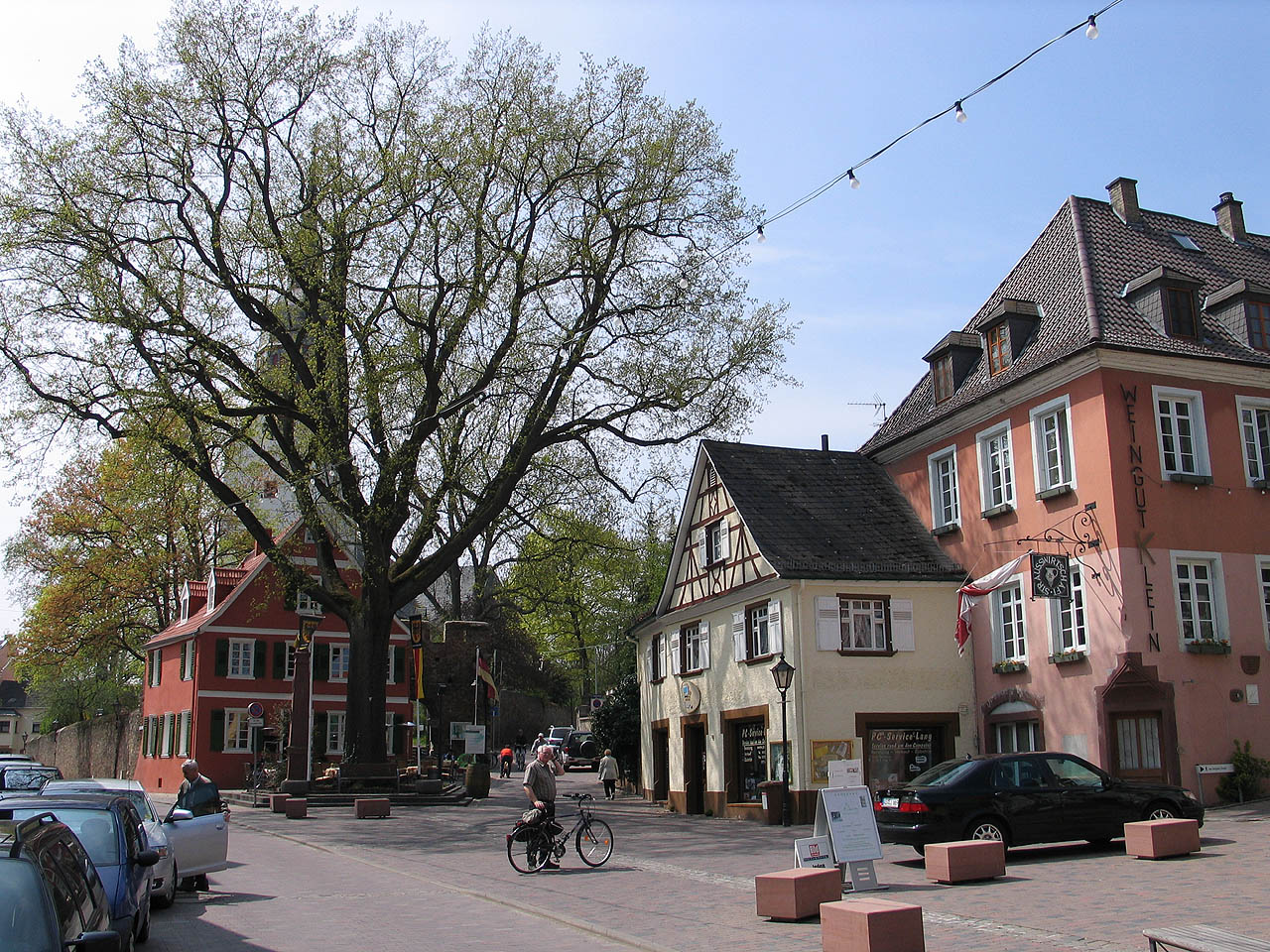
Рыночная площадь

Нирштайн (нем. Nierstein) — коммуна в Германии, в земле Рейнланд-Пфальц. 
Входит в состав района Майнц-Бинген. Подчиняется управлению Нирштайн-Оппенхайм.  Население составляет 7833 человека (на 31 декабря 2010 года). Занимает площадь 19,34 км². Официальный код  —  07 3 39 043.
Коммуна подразделяется на 2 сельских округа.

## Демография
| Динамика населения общины                             |
|                                                       |
| По данным статистического бюро Рейнланд-Пфальц (нем.) |

## Виноделие
Нирштайн относится к винодельческому региону Рейнгессен (нем. Rheinhessen).
Лучшие склоны: Brudersberg, Glöck, Hipping, Oelberg, Orbel, Pettenthal.
Лучшие сорта винограда: Вайс Бургундер, Гевюрцтраминер, Дорнфельдер, Рислинг, Сильванер, Шардоне, Шпетбургундер.
Лучшие виноделы:
- Gehring **
- Louis Guntrum
- Freiherr Heyl zu Herrnsheim ***
- Georg Gustav Huff *
- Klaus-Peter Leonhard
- Sankt Antony **
- Schaetzel *
- Georg Albrecht Schneider **
- Heinrich Seebrich **
- J. & H. A. Strub **

(рейтинг согласно GaultMillau: WeinGuide Deutschland 2006 / Armin Diel, Joel Payne — Munchen: Christian Verlag GmbH, 2005. — 832 с — ISBN 3-88472-685-4)

## Отели
- Beauty Med & Ayurveda Wellness-Hotelchen
- Best Western Wein- & Parkhotel
- Hotel Restaurant "Küferschenke"
- Hotel & Restaurant "Alter Vater Rhein"
- Rheinhotel Nierstein
- Gasthaus-Hotel-Restaurant "Rheinischer Hof"
- Villa Spiegelberg